# 李燮
李燮（134年—186年），字德公。汉中郡南郑县（今陕西省汉中市）人。东汉官员。李固之子。
李固被罢免，于是他让三个儿子归乡。当时，李燮十三岁，姊姊李文姬为司郡赵伯之妻，和两个兄商量，以为李氏将灭，想要藏匿李燮，假说他回到京师，人们都信了。不久李固被害，朝廷命汉中郡捉拿李固三子。两个兄受害，李文姬把李燮托付给李固门生王成。王成带着李燮乘江东下，进入徐州界内，让他改名姓为酒家做佣，王成在市中占卜。暗中往来。
酒家把女儿嫁给李燮。李燮其间继续攻研经学。十余年后，梁冀被杀。第二年，史官请求赦令，于是大赦天下。李燮把事情本末告诉酒家，酒家想要用车送他，他推辞不受，回到乡里，为父亲守孝。姊弟相见，悲伤感动傍人。李文姬告诫李燮，不要有怨言，以免再次获罪。后王成去世，李燮以礼安葬，四季为他设上宾之位祭祀。州郡、四府征辟，没有应征，征拜议郎。在位廉方自守，调节颍川荀爽、贾彪的关系。
汉灵帝时拜李燮为安平相。安平王刘续被张角俘虏，朝廷赎回刘续，议复安平国。李燮上奏：“刘续在国没有善政，为妖贼俘虏，守籓不称职，损辱圣朝，不宜复国。”最后刘续还是复国为王。李燮因为毁谤宗室，罚他输作左校。未满一年，刘续因为不道被诛，于是拜李燮为议郎。京师人说：“父不肯立帝，子不肯立王。”擢升为河南尹。诏书征发钱三亿，充实西园。李燮上书劝谏，汉灵帝中止此事。颍川甄邵当年依附梁冀，为鄴县县令。有同年生员得罪梁冀，逃到甄邵之处，甄邵接纳他，暗中告诉梁冀，梁冀将他捕杀。甄邵当转任郡守，母亲去世，甄邵把她埋在马屋，先受封，然后发丧。甄邵回洛阳，李燮路上遇见，派属下将他的车投于沟中，将他打了一通，在他背上用帛写上“谄贵卖友，贪官埋母”。于是上表告发甄邵。甄邵被禁锢终身。李燮在河南尹任二年后去世。